# Jan Mátl
Jan Mátl (20. prosince 1902 Kunžak – 10. července 1968 Praha) byl český a československý odborář, politik Československé strany socialistické a poúnorový poslanec Národního shromáždění ČSR a ČSSR.

## Biografie
Narodil se 20. prosince 1902 v Kunžaku do rodiny tkadlece Karla Mátla a Regíny, rozené Havlíkové. Působil jako redaktor v oboru kovoprůmyslu, zaměřoval se na politickou a ekonomickou práci. V roce 1945 se podílel na založení Revolučního odborového hnutí.
Během únorovém převratu v roce 1948 a v následné době patřil k frakci tehdejší národně socialistické strany loajální vůči Komunistické straně Československa, která v národně socialistické straně převzala moc a proměnila ji na Československou socialistickou stranu coby spojence komunistického režimu. Od února 1948 zasedal v předsednictvu ČSS. V roce 1948 se uvádí jako tajemník ÚRO a člen předsednictva ČSS, bytem Praha. Angažoval se v Akčním výboru Národní fronty Ústřední rady odborů. K roku 1954 se profesně uvádí jako vedoucí bytového a sociálního odboru ROH Svazu zaměstnanců ve strojírenství.
Ve volbách roku 1948 byl zvolen do Národního shromáždění za ČSS ve volebním kraji Kladno. Mandát získal i ve volbách v roce 1954 (volební obvod Ostrava I-město-střed), ve volbách v roce 1960 (nyní již jako poslanec Národního shromáždění ČSSR za hlavní město Praha) a volbách v roce 1964. V Národním shromáždění zasedal až do své smrti v červenci 1968.